# Wolfgang Neumann (Sänger)
Wolfgang Neumann (* 20. Juni 1945 in Waiern, Österreich) ist ein österreichisch-deutscher Opernsänger (Tenor). Er zählt zu den bedeutendsten Wagnersängern (Heldentenor). Nur wenigen Heldentenören ist es wie ihm gelungen, die schweren Heldenpartien Richard Wagners über fast drei Jahrzehnte im aktiven Repertoire zu halten.
Sein Repertoire umfasst vor allem die großen Tenorpartien in den Opern Richard Wagners und Richard Strauss’, die er am Nationaltheater Mannheim singt und mit denen er an den bedeutendsten Opernbühnen der Welt gastierte (Deutsche Oper Berlin, Bayerische Staatsoper, Pariser Oper, Royal Opera House, Wiener Staatsoper, Teatro alla Scala, Metropolitan Opera, Bayreuther Festspiele). An der New Yorker Met gastierte er mehrfach als Siegfried (Siegfried und Götterdämmerung) sowie 2001 in der Eröffnungspremiere als Tambourmajor (in Bergs Wozzeck) und später als Aegisth (in Strauss’ Elektra).

## Leben
Er studierte Gesang bei Erwin Röttgen in Essen und bei Friedrich Brenn, Ulrich Rapp und Wolfgang Bständig in Duisburg. In der Folgezeit hatte er Engagements als Bariton in Rendsburg und Oberhausen, durchlief aber dann einen Fachwechsel zum Tenor und debütierte 1971 im Tenorfach am Stadttheater Bielefeld in der Partie des Max im Freischütz. 1978 wechselte er an das Stadttheater Augsburg. Von 1980 bis 2010 gehörte er als erster Heldentenor zum Ensemble des Nationaltheaters Mannheim. Gastspielverträge verbinden ihn mit den Staatsopern von München (seit 1981), Hamburg (seit 1982) und Wien (seit 1982).
Seine Gastspiele begründeten vor allem seinen Ruf als Wagner-Interpret: Er trat am Brüsseler Opernhaus La Monnaie/De Munt auf, am Opernhaus Zürich, an der Oper von Oslo (1981 in der norwegischen Erstaufführung von Wagners Tristan und Isolde in der männlichen Titelrolle), an der Deutschen Oper Berlin, am Teatro San Carlos Lissabon, am Teatro Liceu Barcelona (u. a. in der Erstaufführung von Schönbergs Moses und Aron), an den Opern von Dallas, Santiago de Chile, Monte Carlo, am Teatro Comunale di Bologna, Marseille, am Teatro Bellini, Catania, beim Maggio Musicale Fiorentino und am Teatro Comunale in Florenz. Im Jahr 1988 debütierte an der Metropolitan Opera mit der Partie des Siegfried im Ring des Nibelungen.
1990 wirkte er am Teatro Colón in konzertanten Aufführungen von Wagners Rienzi in der Titelpartie mit, 1989 übernahm er bei den Münchner Opernfestspielen die Partie des Kardinals Albrecht in Mathis der Maler von Paul Hindemith. 1994 sang er am Badischen Staatstheater in Karlsruhe den Siegfried im Ring-Zyklus, bei den Bayreuther Festspielen von 1995 die Titelrolle im Tannhäuser, den er auch an der Oper Leipzig vortrug, weiter 1995 an der Wiener Staatsoper den Aron in Moses und Aron von Schönberg und 1996/1997 am Saarländischen Staatstheater Walther von Stolzing in Wagners Die Meistersinger von Nürnberg. In den letzten Jahren tritt er neben seinen Wagnerinterpretationen vermehrt auch in Charakterpartien auf (Loge, Herodes, Aegisth, Schuiski u. a.).
Am 30. Juli 2010 wurde er im Nationaltheater Mannheim nach einer Aufführung der Götterdämmerung als Ensemblemitglied in den Ruhestand verabschiedet. In dieser Vorstellung gestaltete er im Alter von 65 Jahren die Partie des Siegfried, nachdem er drei Tage zuvor noch die Rolle des jungen Siegfried in der gleichnamigen Oper interpretiert hatte. Er ist fortan nur noch freischaffend tätig.
Sein Konzertrepertoire umfasst vornehmlich Aufgaben in Werken wie Arnold Schönbergs Gurre-Liedern oder dem Lied von der Erde von Gustav Mahler.
Am 5. Juli 2019 wurde Wolfgang Neumann am Ende einer Vorstellung von Offenbachs Orpheus in der Unterwelt, in der er die Partie des Styx übernommen hatte, zum Ehrenmitglied des Nationaltheaters Mannheim ernannt. Im Februar 2022 kehrt er für eine Neuproduktion von Giacomo Puccinis Turandot ans Saarländische Staatstheater nach Saarbrücken zurück.

## Repertoire (Auswahl)
- Rienzi – Rienzi
- Erik – Der fliegende Holländer
- Tannhäuser – Tannhäuser und der Sängerkrieg auf Wartburg
- Lohengrin – Lohengrin
- Loge – Das Rheingold
- Siegmund – Die Walküre
- Siegfried – Siegfried und Götterdämmerung
- Tristan – Tristan und Isolde
- Parsifal – Parsifal
- Hermann – Pique Dame
- Otello – Otello
- Canio – Pagliacci
- Calaf – Turandot
- Herodes – Salome
- Aegisth – Elektra
- Kaiser – Die Frau ohne Schatten
- Bacchus – Ariadne auf Naxos
- Tambourmajor – Wozzeck
- Aron – Moses und Aron
- Edmund – Lear

## Diskografie (Auswahl)
- DGG, Capriccio (Jim in Aufstieg und Fall der Stadt Mahagonny von Kurt Weill)
- Bella Musica (Siegfried im Siegfried von Richard Wagner)